# Echternach (canton)
Echternach este un canton al Luxemburgului în districtul Grevenmacher.
Cantonul conține următoarele comune: 
- Beaufort
- Bech
- Berdorf
- Consdorf
- Echternach
- Mompach
- Rosport
- Waldbillig

1. ↑   https://statistiques.public.lu/fr/territoire-environnement/index.html Lipsește sau este vid: |title= (ajutor)